# Strąków
Strąków – część wsi Zendek położona w województwie śląskim, w powiecie tarnogórskim, w gminie Ożarowice.
W latach 1975–1998 miejscowość administracyjnie należała do województwa katowickiego.

## Komunikacja
Na terenie Strąkowa znajduje się przystanek autobusowy Strąków Pętla, na którym zatrzymują się autobusy organizowane przez Zarząd Transportu Metropolitalnego na liniach:
- 103 (Tąpkowice Szkoła – Strąków Pętla – Ożarowice Urząd Gminy),
- 179 (Tarnowskie Góry Dworzec – Zendek Rozwidlenie – Zadzień Pętla),
- 717 (Tąpkowice Szkoła – Zendek Rozwidlenie – Strąków Pętla – Świerklaniec Park).